# Tommaso Campana
Tommaso Campana (fl. XVII secolo) è stato un pittore italiano attivo durante il barocco.

## Biografia
Si conoscono pochi dati sulla vita di Campana, la maggioranza di loro ci è giunta per tramite di Carlo Cessasse Malvasia. L'erudito bolognese lo distingue chiaramente dal pittore Giacinto Campana, che fu suo insegnante di disegno e con cui è stato frequentemente confuso.
L'unico dato certo è la sua partecipazione nella famosa decorazione del chiostro del monastero di San Michele in Bosco di Bologna (1604-1605), insieme a molti dei più importanti pittori della sua generazione. Poco dopo lavorò agli ordini di Guido Reni in diversi proietti, come la decorazione con affreschi di diverse sale del palazzo del Quirinale.
Poche opere di Campana sono giunte ai giorni nostri. Alcune sono andate misteriosamente perdute: la pinacoteca di Bologna registra l'ingresso, nel 1883, di un suo dipinto proveniente della collezione della famiglia Zambeccari, così come la Maddalena  penitente, inizialmente conservata presso nella Staatgalerie di Stoccarda. Nel 1994 Sotheby's vendette un (presunto) autoritratto di Campana.

## Opere principali
- Affreschi del monastero di San Michele in Bosco (1605, Bologna)
  - Santa Cecilia distribuisce le sue ricchezze ai poveri
  - Santa Cecilia a colloquio con il tiranno
- Autoritratto (collezione privata)
- Paesaggio con animali (Galleria Borghese, Roma)
- Maddalena penitente (in passato nella Staatgalerie, Stoccarda)
- Miracolo della moltiplicazione dei pani e i pesci (in passato nel Bode-Museum, Berlino)
- Due angeli con fasce e fiori (Palazzo del Quirinale, Roma)
- Bacco, Arianna e l'Abbondanza (in passato nella pinacoteca di Bologna)